# Littoridina
Littoridina is een geslacht van weekdieren uit de klasse van de Gastropoda (slakken).

## Soorten
- Littoridina angustiarum Preston, 1915
- Littoridina crosseana (Pilsbry, 1910)
- Littoridina faminensis Preston, 1915
- Littoridina gaudichaudii Souleyet, 1852
- Littoridina limosa Preston, 1915
- Littoridina lioneli Preston, 1915
- Littoridina microcona Thompson & Hershler, 1991
- Littoridina orcutti (Pilsbry, 1928)